# 中立陶宛共和國
中立陶宛共和国（白俄羅斯語：/），是1920年—1922年位於立陶宛的一个短暂的政治实体，並未获得广泛的国际承认。中立陶宛共和国係由波兰军队第一立陶宛—白俄罗斯步兵师將領盧齊昂·傑里哥斯基发动热利戈夫斯基兵变後建立。该步兵师的行动受到波兰空军、骑兵和炮兵的支持。该政治实体的控制范围集中围绕在立陶宛大公国历史悠久的首都维尔诺，18个月之間这个政治实体就像波兰和立陶宛（对该区域宣称拥有主权）之间的一个缓冲区。1922年1月8日，举行了一个有争议的公投，结果将该政治实体所控制的土地全部併入波兰，该政治实体随即破灭。
这个共和国现在被认为是一个依赖於波兰的傀儡政权。最初波兰政府否认是通过伪旗行动而建立了这个政治实体，但是波兰领导人，约瑟夫·毕苏斯基，随即承认是他親自下令傑里哥斯基假装成叛变的波兰军官。
波兰与立陶宛在战间期的边界被协约国使节会议和国际联盟认可时，立陶宛第一共和国并不认可。1931年，立陶宛共和国在海牙国际法庭发表声明，波兰占领行動已经违反了国际法。